# 金雁街道
金雁街道，原为北外乡，是中华人民共和国四川省德阳市广汉市下辖的一个乡镇级行政单位。2019年12月，撤销北外乡，设立金雁街道，以原北外乡所属行政区域为金雁街道的行政区域。
2021年5月，将雒城街道金雁湖社区、君平社区所属行政区域划归金雁街道管辖。

## 行政区划
金雁街道下辖以下地区：
炳灵村、新源村、白鱼村、檀林村、龙江村、桅杆村和云盘村，金雁湖社区，君平社区。